# Иоанн X (патриарх Антиохийский)
Патриа́рх Иоа́нн X (араб. يوحنا العاشر يازجي‎, в миру Хани Язиджи, араб. هاني يازجي‎; род. 1 января 1955, Латакия, Сирия) — епископ Антиохийской православной церкви; с 17 декабря 2012 года — патриарх Антиохийский и всего Востока. Автор многочисленных книг и статей по богословию и литургике.
Полный титул: Блаженнейший Патриарх Великого Божия града Антиохии, Сирии, Аравии, Киликии, Иверии, Месопотамии и всего Востока.

## Биография

### Ранняя жизнь и образование
Родился в 1955 году в Латакии в семье учителя арабского языка Муны Язиджи из Латакии и Розы Mусси из Триполи. Всего в их семье было четверо детей.
Окончил Тишринский университет со степенью бакалавра гражданского строительства. Во время учёбы в университете активно работал с молодёжью, что в итоге привело к созданию византийской музыкальной школы и многих духовных молодёжных программ.
В 1978 году окончил Богословский институт святого Иоанна Дамаскина со степенью бакалавра богословия со специализацией по литургике.
В 1979 году митрополитом Лаодикийским Иоанном (Мансуром) был рукоположён в сан диакона.
В 1981 году получил диплом по византийской музыке Салоникийской консерватории.
В том же году назначен преподавателем литургики в Богословском институте святого Иоанна Дамаскина.
В 1983 году окончил богословскую школу Фессалоникийского университета со степенью доктора богословия со специализацией по литургике за диссертацию «Служба святого крещения: историческое, богословское и литургическое исследование».
В 1983 году был рукоположен во пресвитера митрополитом Латакийским Иоанном (Мансуром) для служения в Латакийской епархии. В том же году назначен духовником Блеманнского Богородицкого женского монастыря в Туртусе.
В 1989—1992 годах состоял деканом Баламандского богословского института Иоанна Дамаскина.
В 1993 году назначен настоятелем ставропигиального монастыря святого Георгия в Аль-Хумайре в Сирии: вновь собрал монашескую общину, учредил школу церковных исследований. Ему удалось сделать обитель центром духовной и общественной жизни «долины Христиан».

### Епископ и митрополит
24 января 1995 года был рукоположен во епископа Аль-Хоснского (Пиргского), викария Антиохийского Патриарха.
В 2001—2005 годах являлся настоятелем Баламандского Патриаршего монастыря и деканом Баламандского богословского института Иоанна Дамаскина.
Участвовал во многих всемирных мероприятий в экуменических, христианских и особенно православных сферах. Принимал участие во многих международных конференциях в Греции, Италии, Швейцарии, Кипра, США, России и Великобритании.
17 июня 2008 года был избран митрополитом Западно- и Центрально-Европейским. Его настолование было совершено патриархом Антиохийским Игнатием IV в Стефановском соборе Парижа 20 и 21 сентября того же года в присутствии сонма православных архиереев.
19 августа 2010 года его титул был изменён на митрополита Европейского.

### Патриарх Антиохийский и всего Востока

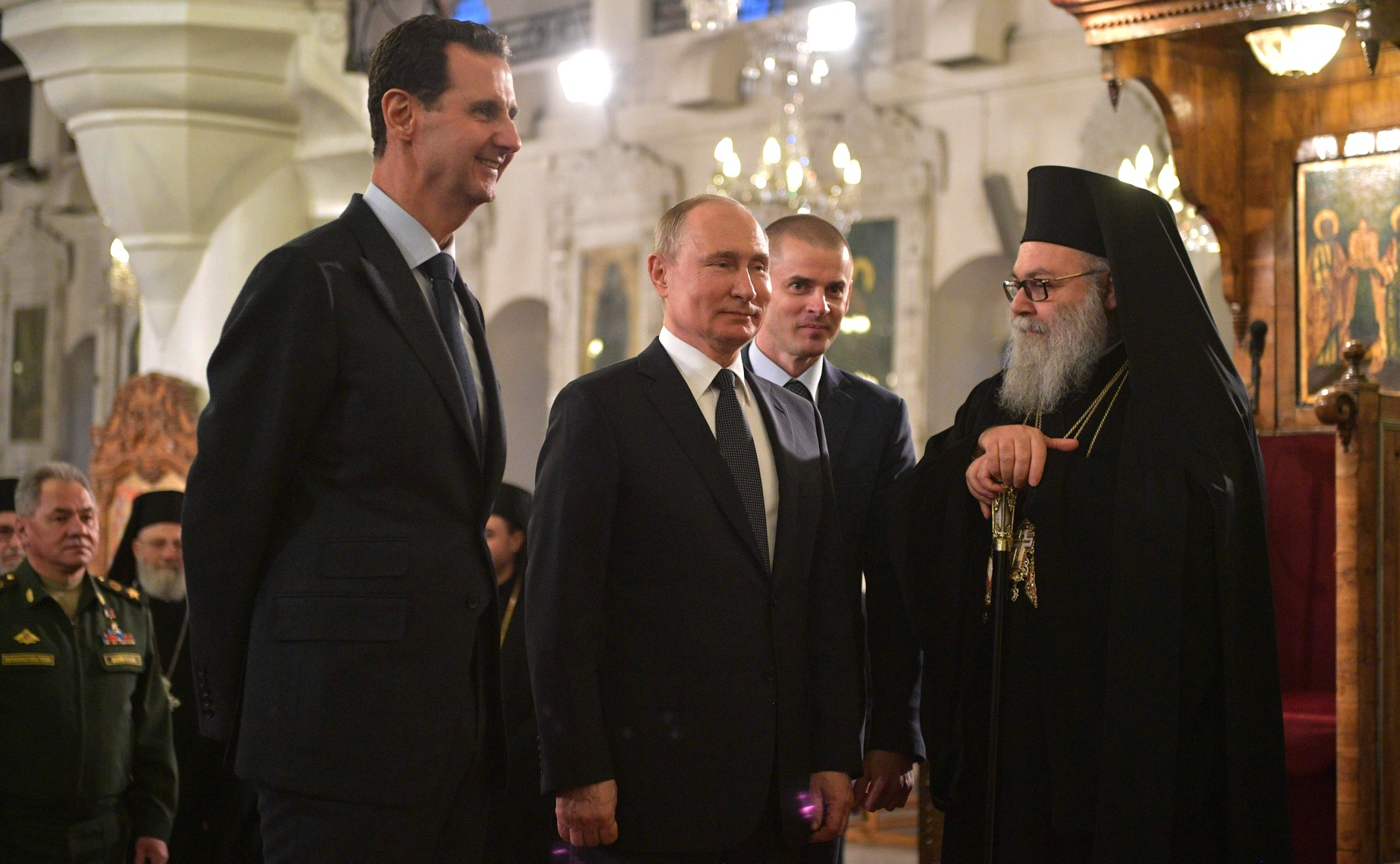
С Президентом России Владимиром Путиным и Президентом Сирии Башаром Асадом.
Дамаск, 7 января 2020 года

17 декабря 2012 года, через двенадцать дней после смерти предыдущего патриарха, в Баламандском монастыре Успения Пресвятой Богородицы (Ливан) прошло заседание Священного Синода Антиохийского Патриархата, посвящённое выборам 158-го Патриарха Антиохийского и всего Востока. В голосовании приняли участие 18 архиереев. Избрание Патриарха Иоанна стало неожиданностью, так как по уставу 1973 года Патриархом мог стать только иерарх, прослуживший в сане митрополита не менее 5 лет (митрополит Иоанн прослужил 4 года и 8 месяцев). Однако Синод изменил Устав и в итоге митрополит Иоанн был избран Патриархом Антиохийским во втором туре, обойдя митрополитов Антония (Шедрауи) и Савву (Эсбера).
10 февраля 2013 года в храме Честного Креста Господня в Дамаске состоялась его интронизация.

## Награды
- Орден князя Ярослава Мудрого I степени (Украина, 27 июля 2013 года) — за выдающуюся церковную деятельность, направленную на подъём авторитета православия в мире, и по случаю празднования на Украине 1025-летия крещения Киевской Руси[7].
- Орден святого равноапостольного великого князя Владимира I степени (РПЦ, 2014 год)[8]
- Медаль «Совет Федерации. 20 лет» (Совет Федерации Федерального Собрания Российской федерации, 2014 год)[9]
- Орден «Вифлеемская звезда» (Императорское православное палестинское общество, 2014 год)[9]
- Премия Международного общественного фонда Единства православных народов за 2014 год, церемония вручения состоялась в Кафедральном Соборном Храме Христа Спасителя в Москве 20 февраля 2015 года, при участии Патриарха Московского и Всея Руси Кирилла[10]

## Труды
- The Service of Baptism: A Historic, Theological and Liturgical Study, Thessalonica, 1983 [на греческом] (докторская диссертация).
- Principles of Byzantine Music, Balamand, 1990, Second Edition 2001.
- The Life of St. Nectarios the Wonderworker, Lattakya, 1990.
- Priesthood & Marriage of Priests, Lattakya, 1992
- Baptism as a Sacrament of Initiation into the Life in Christ, Lattakya, 1992.
- The Liturgikon, St. George Al-Humayrah Patriarchal Monastery, 2001, Second edition 2005.
- The Divine Liturgy of St. John Chrysotom, Al-Humayrah Patriarchal Monastery, 2001
- The Prayers Before and After Holy Communion, St. George Al-Humayrah Patriarchal Monastery, 2003
- The Presanctified Liturgy, Al-Humayrah Patriarchal Monastery, 2001
- Introduction to the Liturgical Families and Rites (на английском) St. John of Damascus Institute of Theology, 2003.
- Introduction to the Liturgical Families and Rites (на арабском) St. John of Damascus Institute of Theology, 2003
- The Service of Matrimony: Past and Present, St. John of Damascus Institute of Theology, 2003.
- The Paraklesis Service, Balamand Patriarchal Monastery, 2004
- Liturgical Guide in Services and Prayers, St. John of Damascus Institute of Theology, University of Balamand, 2005.
- Liturgical Sources, St. John of Damascus Institute of Theology, University of Balamand, 2005
- Church Praises, The Diocese of Pyrgou, 2006.
- Divine Worship,The Diocese of Pyrgou, 2007.
- The Service of the Diaconate, Blemana Convent, 2007.
- The Service of the Archbishops, The Diocese of Pyrgou, 2007.
- The Church Consecration Service, Greek Orthodox Archdiocese of Europe, 2011.

переводы
- The life of Our Holy Righteous Mother Makrina, by St. Gregory of Nyssa, An-Nour Publications, 1984.
- For Those Who Believe in Justification by Works, by St. Mark the Monk, in Chapters in Prayers and Spiritual Life, An-Nour, 1990.

доклады на конференциях
- «The Meaning of the Church From an Eastern point of view», The Institute for Orthodox Studies Cambridge, 2002 .
- «The Mystery of Repentance, Conference on Eastern Liturgics», Holy Spirit University — Kaslik, 2000.
- «The Hymnographic Contribution of the Antiochian Orthodox Church to the Byzantine Liturgical System During the Sixth and Seventh Centuries», University of Balamand, 1999.
- «The Byzantine Divine Liturgy, A Conference on Liturgics», the Holy Sprit University, Kaslik, 2004.
- «The Unmerceneries Healers of the Church», A Lecture on the occasion of the 125th Anniversary of the St. George Hospital, Beirut, 2002.
- «Antioch: Its Theology and Pastoral Care», A Lecture on the occasion of the annual priestly convention of the Antiochian Christian Archdiocese of North America, Pennsylvania, 2002.